# Cayetano Ordóñez

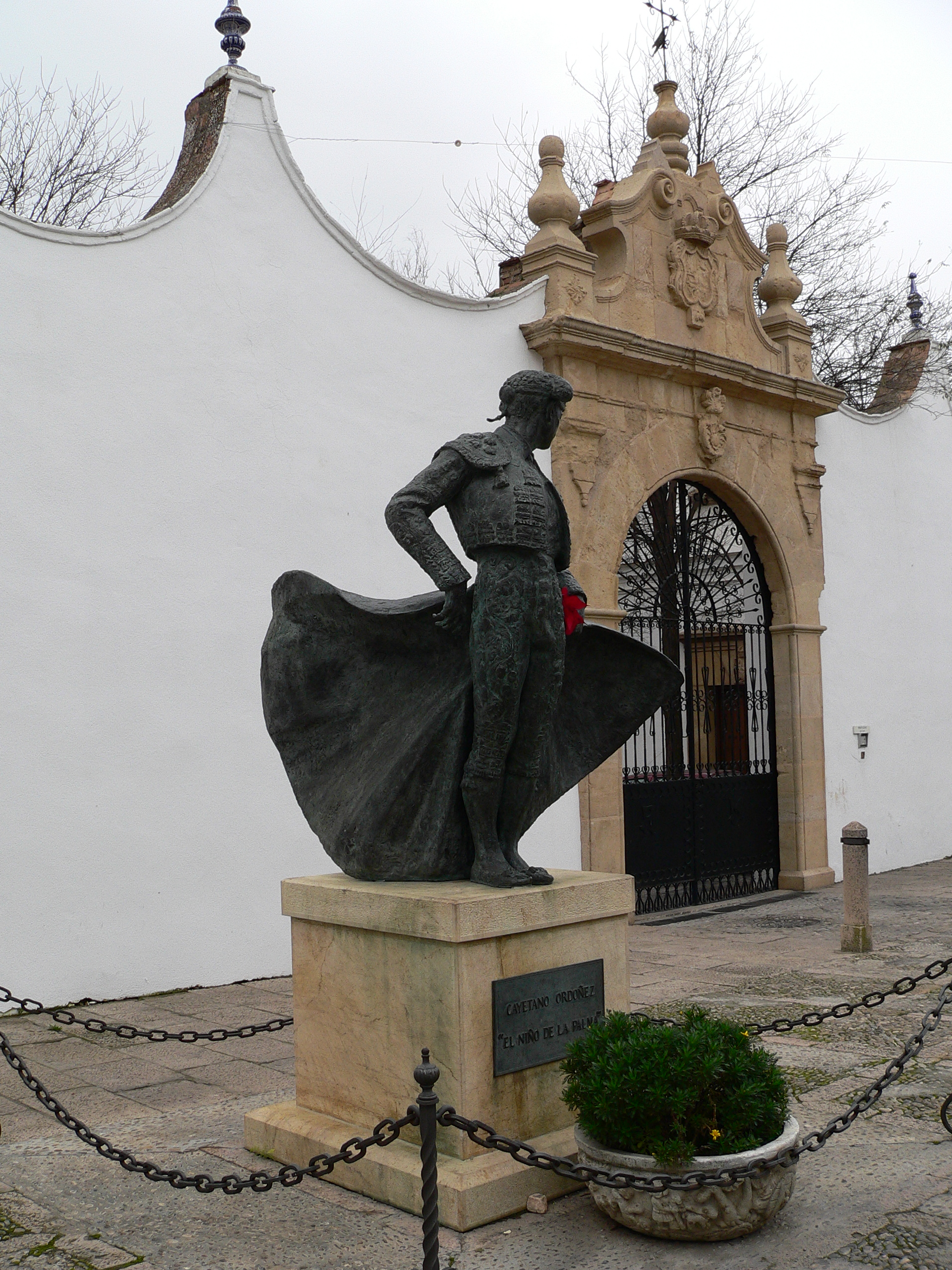
Standbeeld van het Niño de la Palma in Ronda

Cayetano Ordóñez y Aguilera, bijnaam "Niño de la Palma" (Ronda, 4 januari 1904 - Madrid, 31 oktober 1961) was een Spaanse stierenvechter.

## Biografie
Cayetano hield zijn eerste gevecht op slechts 18-jarige leeftijd in Ceuta. Het pak dat hij droeg werd voor hem betaald omdat hij zelf geen geld had. Een jaar voor dit gevecht was hij gegrepen door de kunst van het stierenvechten zoals de Spanjaarden het noemen. Toen hij nog een beginnende torero was, won hij in Ronda en Sevilla. Op 11 juni 1925 sloot hij zich aan bij de Real Maestranza van Sevilla en werd begeleid door Juan Belmonte.
Bij de hommage aan de legendarische stadgenoot en torero Pedro Romero in 1954 trad hij ten strijde samen met Antonio Bienvenida en César Girón. Cayetano Ordóñez was de vader van torero Antonio Ordóñez Araujo.